# Saint-Gonlay
Saint-Gonlay est une commune française située dans le département d'Ille-et-Vilaine en région Bretagne. Saint-Gonlay compte 341 habitants, elle est d'une superficie de 926 hectares.

## Géographie

### Localisation
La commune est située dans l'ouest du département d'Ille-et-Vilaine. Elle fait partie du canton de Montfort-sur-Meu, elle est membre de l'intercommunalité de Montfort Communauté et dépend de l'arrondissement de Rennes.

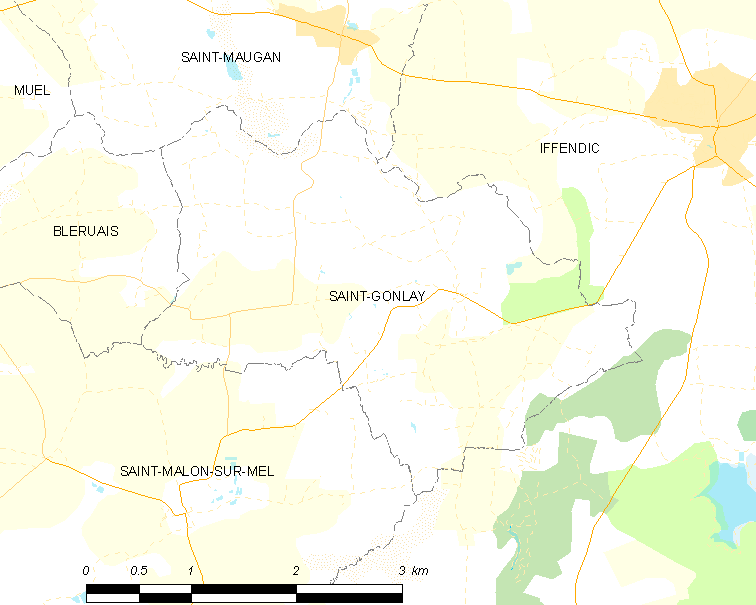
Carte de la commune de Saint-Gonlay.

| Saint-Maugan |                     | Iffendic |
| Bléruais     | Saint-Gonlay        |          |
|              | Saint-Malon-sur-Mel |          |

### Géologie et relief
Les points culminants sont le Châtel (91 mètres) et le Lorinou (83 mètres).

### Hydrographie
Pour un article plus général, voir Réseau hydrographique d'Ille-et-Vilaine.
La commune est située dans le bassin Loire-Bretagne. Elle est drainée par le Meu, le Boutavent, le Comper, le Hélouin, le Pont Dom Jean et le ruisseau de la Planchette,,.
Le Meu, d'une longueur de 84 km, prend sa source dans la commune de Saint-Vran et se jette  dans un bras de la Vilaine à Chavagne, après avoir traversé 21 communes. 

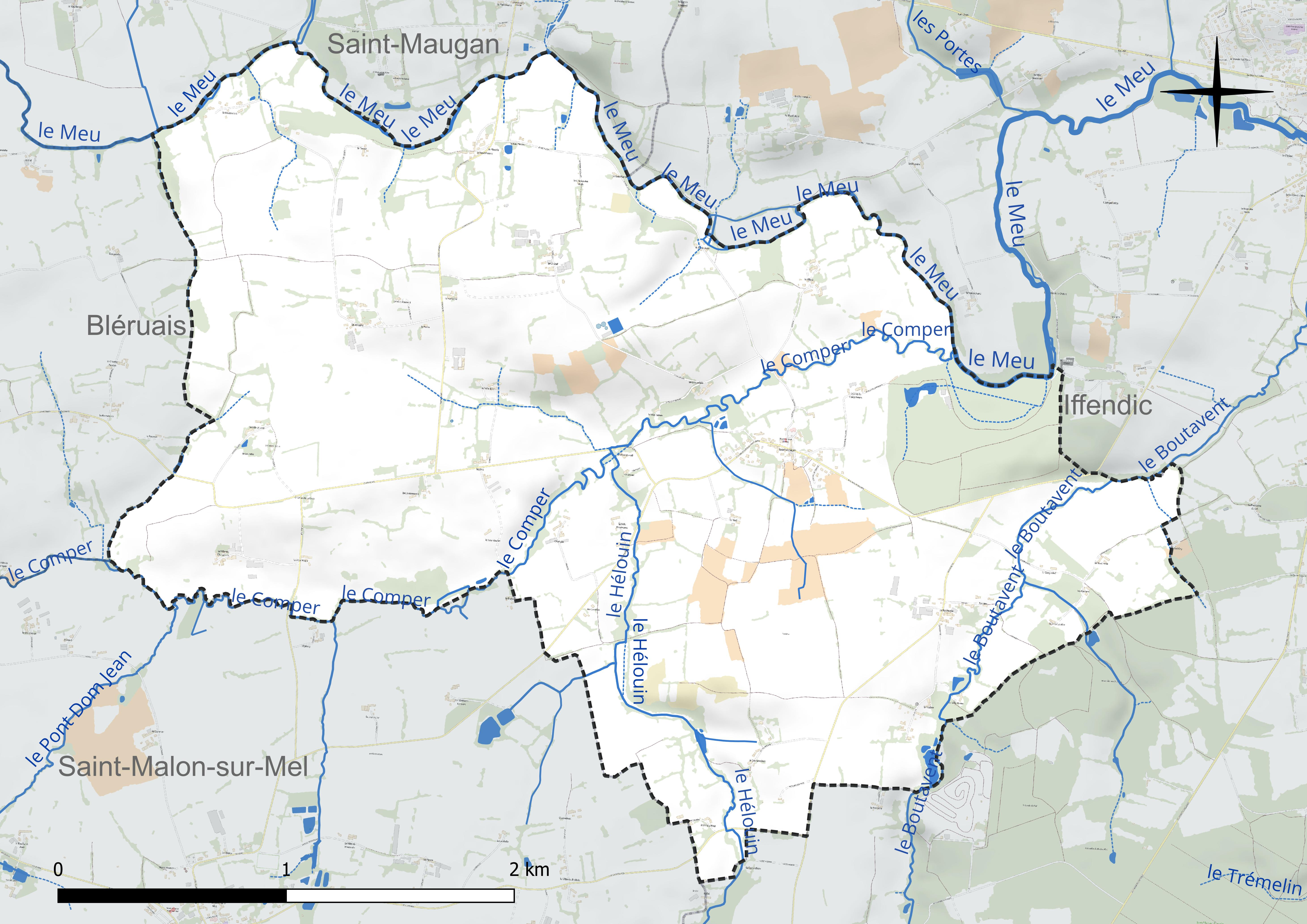
Réseau hydrographique de Saint-Gonlay.

Le Boutavent, d'une longueur de 12 km, prend sa source dans la commune de Paimpont et se jette  dans le Meu à Iffendic, après avoir traversé quatre communes. 
Le Comper, d'une longueur de 17 km, prend sa source dans la commune de Paimpont et se jette  dans le Meu sur la commune, après avoir traversé six communes. 

### Climat
Pour des articles plus généraux, voir Climat de la Bretagne et Climat d'Ille-et-Vilaine.
En 2010, le climat de la commune est de type climat océanique altéré, selon une étude du CNRS s'appuyant sur une série de données couvrant la période 1971-2000. En 2020, Météo-France publie une typologie des climats de la France métropolitaine dans laquelle la commune est exposée à un climat océanique et est dans la région climatique  Bretagne orientale et méridionale, Pays nantais, Vendée, caractérisée par une faible pluviométrie en été et une bonne insolation. Parallèlement l'observatoire de l'environnement en Bretagne publie en 2020 un zonage climatique de la région Bretagne, s'appuyant sur des données de Météo-France de 2009. La commune est, selon ce zonage, dans la zone « Intérieur Est », avec des hivers frais, des étés chauds et des pluies modérées.  
Pour la période 1971-2000, la température annuelle moyenne est de 11,5 °C, avec une amplitude thermique annuelle de 12,5 °C. Le cumul annuel moyen de précipitations est de 751 mm, avec 12,1 jours de précipitations en janvier et 6,3 jours en juillet. Pour la période 1991-2020, la température moyenne annuelle observée sur la station météorologique la plus proche, située sur la commune du Rheu à 20 km à vol d'oiseau, est de 12,2 °C et le cumul annuel moyen de précipitations est de 720,4 mm,. Pour l'avenir, les paramètres climatiques de la commune estimés pour 2050 selon différents scénarios d'émission de gaz à effet de serre sont consultables sur un site dédié publié par Météo-France en novembre 2022.

## Urbanisme

### Typologie
Au 1er janvier 2024, Saint-Gonlay est catégorisée commune rurale à habitat très dispersé, selon la nouvelle grille communale de densité à sept niveaux définie par l'Insee en 2022.
Elle est située hors unité urbaine. Par ailleurs la commune fait partie de l'aire d'attraction de Rennes, dont elle est une commune de la couronne,. Cette aire, qui regroupe 183 communes, est catégorisée dans les aires de 700 000 habitants ou plus (hors Paris),.

### Occupation des sols
L'occupation des sols de la commune, telle qu'elle ressort de la base de données européenne d'occupation biophysique des sols Corine Land Cover (CLC), est marquée par l'importance des territoires agricoles (95,8 % en 2018), en diminution par rapport à 1990 (96,8 %). La répartition détaillée en 2018 est la suivante : 
zones agricoles hétérogènes (57 %), terres arables (27,5 %), prairies (11,2 %), forêts (4,2 %). L'évolution de l'occupation des sols de la commune et de ses infrastructures peut être observée sur les différentes représentations cartographiques du territoire : la carte de Cassini (XVIIIe siècle), la carte d'état-major (1820-1866) et les cartes ou photos aériennes de l'IGN pour la période actuelle (1950 à aujourd'hui).

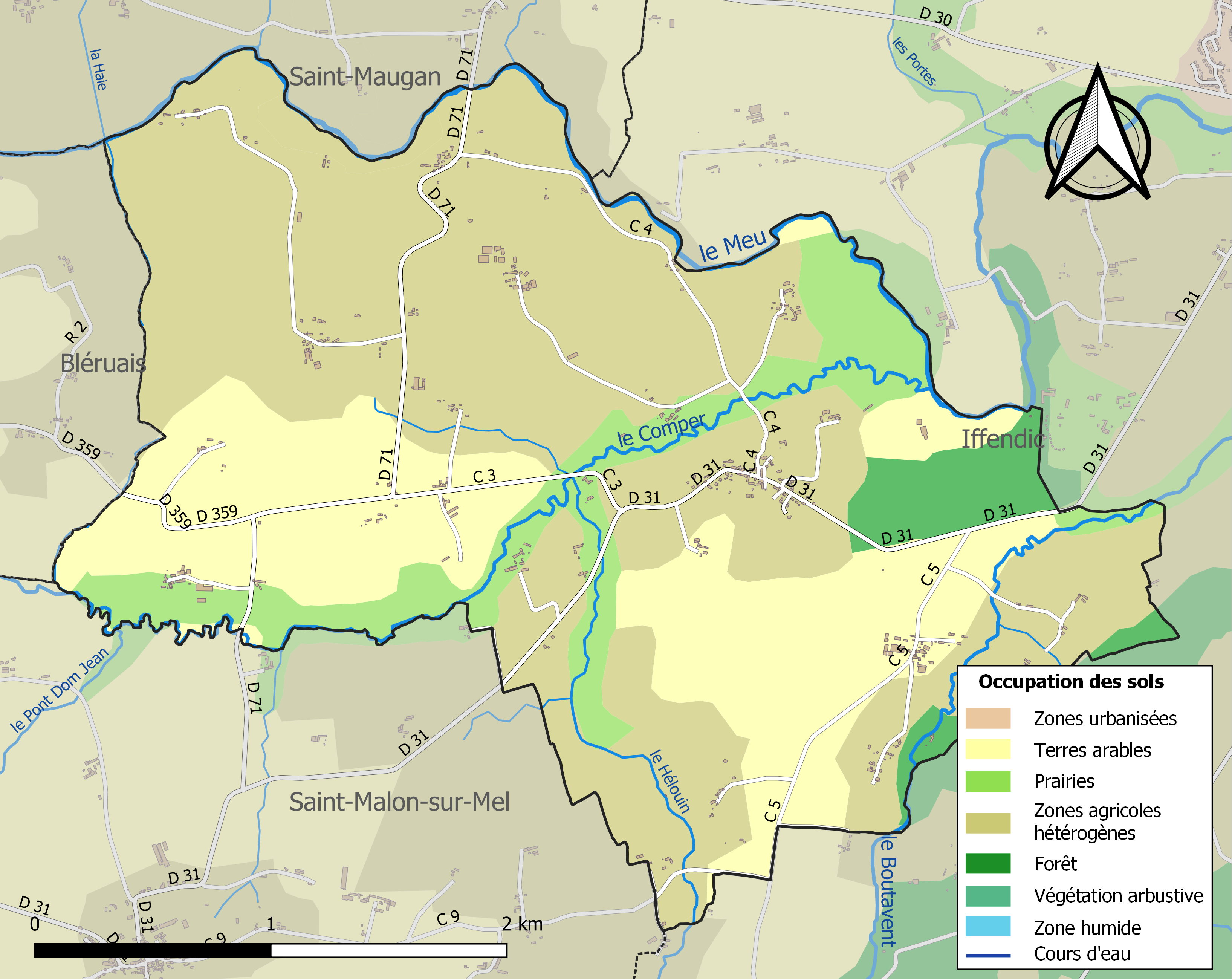
Carte des infrastructures et de l'occupation des sols de la commune en 2018 (CLC).

## Toponymie
Les formes anciennes sont : Sancto Gonleio (1265), Saint Gouley (1325), Sancto Gonlay (XVIe siècle), Saint Goulay (1709).
Le nom de la commune traduit en breton est Sant-Gonlei. En gallo, le nom s'écrit Saent-Gólei.
La prononciation locale est « Saint Gonlâ »[réf. souhaitée].

### Lieux-dits et écarts
- La Ville Men
- Le Vilou
- La Ville Menu
- La Gicquelais
- La Ville es Dahiers
- Le Châtel
- La Ville Bouesnou
- Le Hil du Mou
- La Ville es Chevalier
- La Ville es Longresme
- La Ville Allard
- La Ville es Rouault
- Le Pont Jean
- Le Genetay
- Le Gué Martin
- La Ville Even
- La Ville l'Outre
- La Ville Guérin
- Le Champ des œufs
- Les His
- Les Rochettes
- Le Bas Plessis
- La Noué
- La Changée
- La Jossais
- La Ville es Chevaliers
- La Fontaine
- Le Vau Roulet
- La Lammerais
- La Coutancière
- Trécien
- Fretonnay
- Le Vaurichard
- Le Tertre
- La Levrette
- La Rousselais
- Le Val
- Le Patis des Grippiaux
- la Touchette

## Histoire
Saint-Gonlay résulte de la division de l'ancienne paroisse d'Iffendic.
Sa naissance est probablement due à la fondation d'une église au XIIIe, par deux prêtres de Montfort-sur-Meu.
Un prieuré va également être édifié[Quand ?] et il dépendra de l'abbaye Saint-Jacques de Montfort.

## Économie

### Tourisme
La gestion du tourisme de Saint-Gonlay est confiée par Montfort Communauté à l'office de tourisme du pays de Montfort.

## Politique et administration
| Période                                  | Période     | Identité         | Étiquette | Qualité                                                               |
| ---------------------------------------- | ----------- | ---------------- | --------- | --------------------------------------------------------------------- |
| Les données manquantes sont à compléter. |             |                  |           |                                                                       |
|                                          |             | Louis Ruellan    |           |                                                                       |
| 1895                                     | 1912        | Poignand         |           |                                                                       |
| 1912                                     | 1939        | Chevalier        |           |                                                                       |
| 1939                                     | 1983        | Louis Fortin     |           |                                                                       |
| 1983                                     | 2014        | Bernard Collet   |           |                                                                       |
| 2014                                     | 25 mai 2020 | Jean Bouvet      |           | Retraité                                                              |
| 25 mai 2020                              | En cours    | Loïc Boisgerault |           | Technicien qualité 8e vice-président de Montfort Communauté (2020 → ) |

## Démographie
L'évolution du nombre d'habitants est connue à travers les recensements de la population effectués dans la commune depuis 1793. Pour les communes de moins de 10 000 habitants, une enquête de recensement portant sur toute la population est réalisée tous les cinq ans, les populations de référence des années intermédiaires étant quant à elles estimées par interpolation ou extrapolation. Pour la commune, le premier recensement exhaustif entrant dans le cadre du nouveau dispositif a été réalisé en 2004.

En 2022, la commune comptait 381 habitants, en évolution de +11,08 % par rapport à 2016 (Ille-et-Vilaine : +5,46 %, France hors Mayotte : +2,11 %).
| 1793 | 1800 | 1806 | 1821 | 1831 | 1836 | 1841 | 1846 | 1851 |
| ---- | ---- | ---- | ---- | ---- | ---- | ---- | ---- | ---- |
| 640  | 671  | 614  | 851  | 664  | 648  | 649  | 622  | 669  |

| 1856 | 1861 | 1866 | 1872 | 1876 | 1881 | 1886 | 1891 | 1896 |
| ---- | ---- | ---- | ---- | ---- | ---- | ---- | ---- | ---- |
| 621  | 659  | 634  | 589  | 605  | 608  | 603  | 605  | 624  |

| 1901 | 1906 | 1911 | 1921 | 1926 | 1931 | 1936 | 1946 | 1954 |
| ---- | ---- | ---- | ---- | ---- | ---- | ---- | ---- | ---- |
| 589  | 566  | 572  | 479  | 488  | 495  | 469  | 430  | 453  |

| 1962 | 1968 | 1975 | 1982 | 1990 | 1999 | 2004 | 2006 | 2009 |
| ---- | ---- | ---- | ---- | ---- | ---- | ---- | ---- | ---- |
| 376  | 329  | 304  | 296  | 280  | 274  | 313  | 325  | 349  |

| 2014 | 2019 | 2022 | - | - | - | - | - | - |
| ---- | ---- | ---- | - | - | - | - | - | - |
| 341  | 377  | 381  | - | - | - | - | - | - |

## Lieux et monuments

### Monuments
La commune ne compte aucun monument historique protégé mais possède un important patrimoine bâti avec de nombreux édifices inventoriés,.
- Église Saint-Guillaume[32],[33], entourée de son cimetière[34],[35], elle est datée des XVIe et XVIIe siècles. Elle était dédiée semble-t-il à Saint Gundlée, roi de Glamorgan. On peut remarquer sur le mur de la façade extérieure deux figures se faisant face : un confesseur et un confessé.
- La maison noble du Vilou[36],[37] date du XVIIIe. Elle était considérée à l'époque comme étant une maison de notable. En effet, à cette époque, un sous-préfet de Montfort-sur-Meu  y habitait.
- Le château de la Châsse date du XVIIe siècle. Il fut détruit en 1595 durant les Guerres de la Ligue, puis reconstruit.
- Le manoir de la Changée[38],[39].

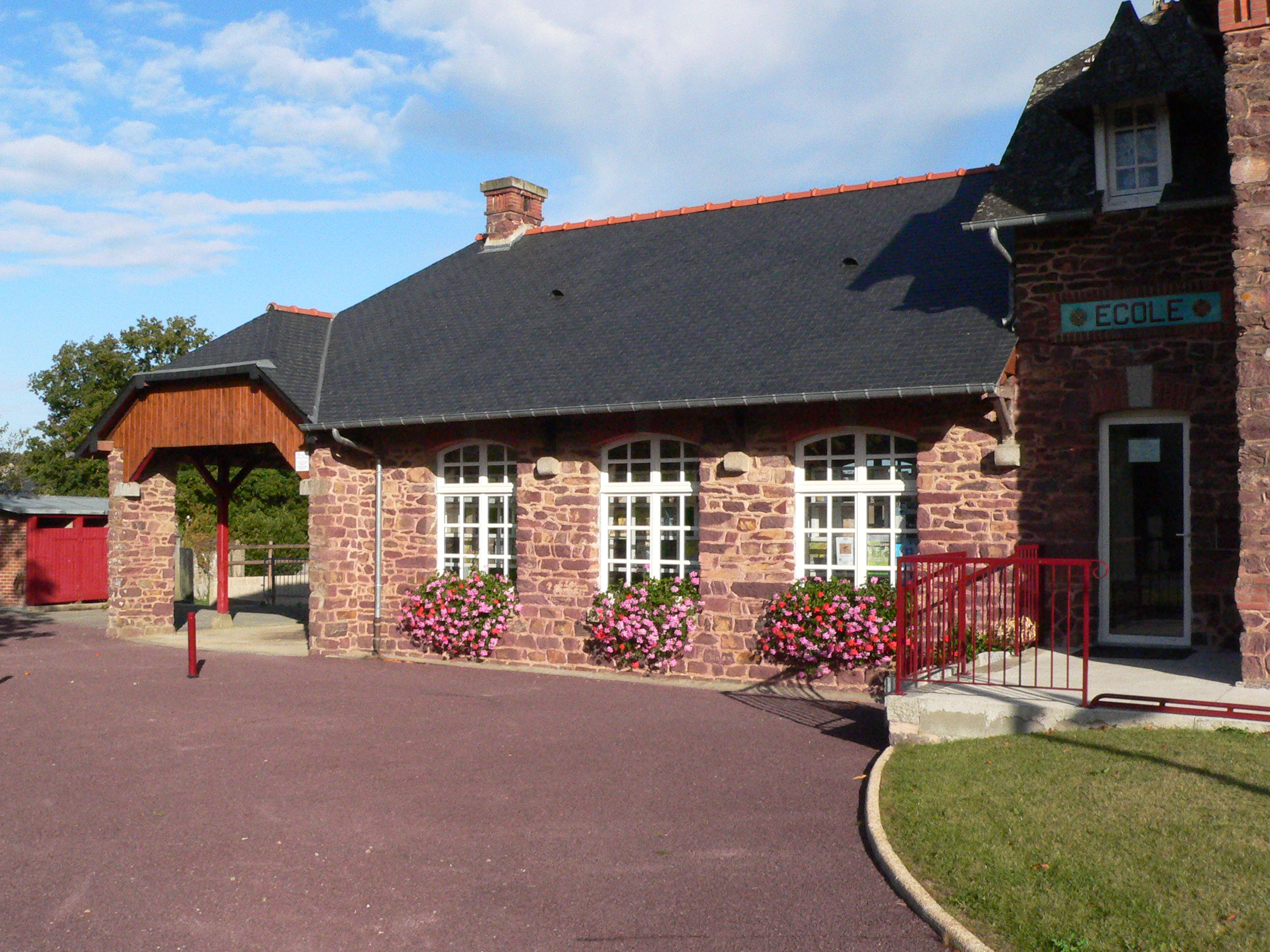
Maison-école de Saint-Gonlay

- La maison d'école[40] est l'ancienne école publique de Saint-Gonlay. Autrefois, c'était une école dynamique du Pays de Montfort. Aujourd'hui l'école a été transformée en petit musée et présente une classe des années 50-60. Elle expose également des photos et présente les souvenirs des anciens écoliers, les jeux de cours, etc.
- Pont Hervil sur le Comper.
- Pont Jean sur le Meu.
- La Rousselais sur le Meu.

### Lieux
- Le Chemin des écoliers dont le départ se fait sur le parking près de l'église et de la Mairie. Le balisage du circuit est bleu. Le parcours fait 9 km et sillonne la commune de Saint-Gonlay et ses villages, en campagne. La randonnée dure 2 h 15, longe le Meu et offre de nombreux panoramas à divers endroits du circuit. On peut alors voir le bourg d'Iffendic, la forêt de Paimpont, etc.

### Événements
- Fête communale le 2e ou 3e dimanche de septembre :
  - courses cyclistes
  - courses de chevaux
  - courses en sacs
  - course aux œufs
  - mât de cocagne
  - casses pots
  - tir à la corde
  - palets
  - piteauls
  - cheval à deux
  - galettes saucisses/bolées
  - commerces divers
  - feu d'artifice
  - bal
- Comices agricoles
- Procession de la mi-août
- Dictée annuelle, organisée dans l'ancienne école du bourg
- Les Bancs de bois, muséographie sur l'école du village :
  - reconstitution d'une classe d'école en 1950.
  - évolution de l'école depuis 1900.
  - témoignages d'instituteurs et d'élèves